# Friedrich Ratzel
Friedrich Ratzel (født 30. august 1844 i Karlsruhe, død 9. august 1904 i Münsing i Ammerland ved Starnbergsøen) var en tysk geograf. Han formulerede i 1897 begrebet Lebensraum og fik indflydelse på blandt andre Karl Haushofer.
Ratzel var først apotekerelev, men følte sig stadig mere tiltrukket af naturvidenskaberne og blev af Karl Alfred von Zittel bragt til geografien. Efter at have rejst i Italien, Ungarn og Transsylvanien som aviskorrespondent samt efter den fransk-tyske krig 1870–1871, i hvilken han deltog som frivillig, efter rejser gennem Nordamerika, Mexico og til Cuba, blev han 1876 ekstraordinær professor ved den tekniske højskole i München og fra 1886 Ferdinand von Richthofens efterfølger ved Leipzig Universitet.
Mere eller mindre umiddelbare resultater af hans rejser var Wandertage eines Naturforschers (to bind, 1873–1974), Städte- und Culturbilder aus Nordamerika (to bind, 1876) og Die Vereinigten Staaten von Nordamerika (to bind, 1878–1980), som i store træk skildrede natur og folk og ansås som det bedste indtil da udgivne videnskabelige arbejde over dette område.
Som hans vigtigste arbejde regnes Anthropogeographie oder Grundzüge der Anwendung der Erdkunde auf die Geschichte (to bind, 1882, 1891). I dette værk fordybede han sig i og lagde den videnskabelige grund for Carl Ritters lære om menneskets og jordens vekselvirkning samt gav geografien nye impulser. Overgangen til etnografi lå nær og skete i form af Völkerkunde (tre bind, 1887–89), i hvilket arbejde han undlod en raceinddeling, men i stedet inddelte folkene i "naturfolk" og "kulturfolk" og fordelte de sidstnævnte i seks grupper: erytreiske, indreasiatiske, indiske, østasiatiske, oldamerikanske og middelhavsatlantiske.
Andre arbejder var Die Schneedecke, besonders in deutschen Gebirgen (1890), det første forsøg på en geografisk behandling af snedækket, rigt på opfordringer til fortsatte undersøgelser, Politische Geographie (1897; andet oplag 1903), Das Meer als Quelle der Völkergrösse (1900), Die Erde und das Leben, eine vergleichende Erdkunde (to bind, 1901–1902), Über Naturschilderung (1904; andet oplag 1906) samt en mængde i tidsskrifter udgivne artikler, som Hans Ferdinand Helmolt lod udgive i to bind 1906. Årene 1882–1884 redigerede Ratzel tidsskriftet Das Ausland.